# Verne (HM Prison)
The Verne es una prisión del Servicio de Prisiones de Su Majestad ubicada en Tophill, en la isla de Pórtland, Dorset, Inglaterra. 

## Localización
Ocupa una antigua ciudadela de la Armada construida por convictos para proteger la isla y el puerto de Pórtland. Es utilizada particularmente para prisioneros extranjeros.